# Église San Leonardo
San Leonardo est une église catholique déconsacrée de Venise, en Italie.

## Localisation
L'église est située dans le sestiere de Cannaregio.

## Historique
Elle fut construite en 1025 et consacrée en 1343. 
En 1260, la Scuola di Santa Maria della Carità, première des Scuole Grandi fut créée ici, avant de rejoindre l'église du même nom qui fait maintenant partie des galeries de l'Accademia. L'église fut reconstruite en 1794 par Bernardino Maccaruzzi. Elle fut fermée par les Français en 1807. Après avoir été utilisé comme un entrepôt de charbon et pour la pratique de bande, elle est maintenant un centre communautaire et abrite parfois des expositions. Le clocher s'effondra le 24 août 1595, abîmant 12 maisons et une partie de l'église et tuant 10 personnes.